# 제임스 러브록
제임스 에브라임 러브록(영어: James Ephraim Lovelock, CH, CBE, FRS, 1919년 7월 26일 ~ 2022년 7월 25일)은 영국의 과학자이자 가이아 이론의 창시자이다. 그는 맨체스터 대학교를 졸업했다. 자신의 103번째 생일을 하루 앞둔 2022년 7월 25일, 영국 에보츠버리의 자택에서 낙상으로 인한 합병증으로 사망했다.

## 서훈
- 1990년 대영 제국 훈장 3등급(CBE)
- 2003년 컴패니언 오브 아너(Order of the Companions of Honour, CH)